# Xyrichtys blanchardi
Xyrichtys blanchardi là một loài cá biển thuộc chi Xyrichtys trong họ Cá bàng chài. Loài này được mô tả lần đầu tiên vào năm 1963.

## Từ nguyên
Từ định danh blanchardi được đặt theo tên của H. Blanchard, thuyền trưởng của tàu nghiên cứu Reine-Pokou, là con tàu đã thu thập được mẫu định danh của loài cá này.

## Phạm vi phân bố và môi trường sống
X. blanchardi có phạm vi phân bố giới hạn ở Trung Đại Tây Dương. Loài này chỉ được ghi nhận tại đảo Ascension và Saint Helena trên nền đáy cát ở độ sâu khoảng từ 5 đến 40 m; cá con sống ở độ sâu khoảng 15 m trở lại.

## Mô tả
Chiều dài cơ thể tối đa được ghi nhận ở X. blanchardi là 21,2 cm. Hai bên thân có các dải sọc màu đỏ, tương phản với màu xám của cơ thể; đầu có những vệt sọc màu đỏ tương tự.